# Bodysuit (Kleidungsstück)

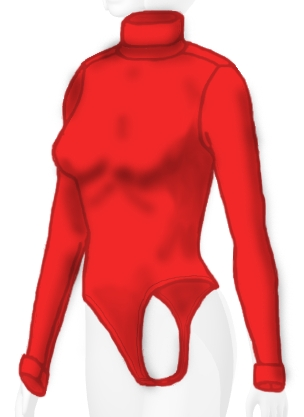
Rollkragenbody aus Schlauchware mit Stringrückenteil, eine Variante eines schlichten Shirtbodys

Ein Bodysuit (engl. ‚Körperanzug‘) oder kurz Body (engl. ‚Körper‘) ist ein meist enganliegendes einteiliges, nur den Rumpf bedeckendes Kleidungsstück. Es wird sowohl als Unterwäsche wie auch als Oberkleidung getragen.
Der Body ist aus dem Sportkleidungsstück Leotard hervorgegangen. Wenngleich beide Begriff oft synonym verwendet werden, unterscheidet den Bodysuit sein vorwiegender Gebrauch in der Mode und häufig ein Verschluss im Schritt. Anders als der Catsuit hat der Body keinen oder kaum Beinansatz. Als Kinderbekleidung sind Bodys vor allem bei Säuglingen und Kleinkindern verbreitet. Auch Haustieren wird aus medizinischen Gründen hin und wieder ein Body angezogen.

## Geschichte

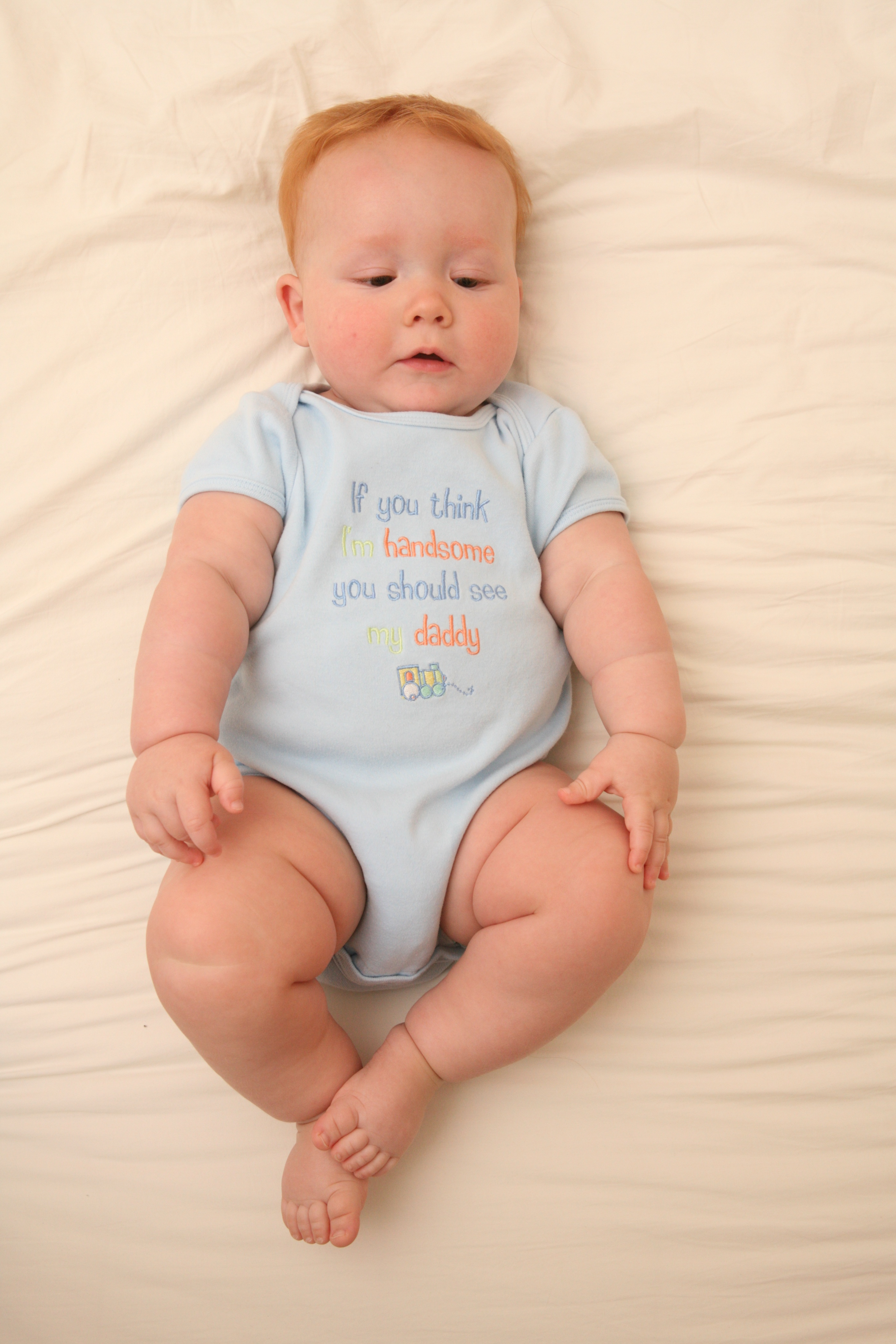
Baby in einem Body

In den 1940er Jahren entwarf die Kostümbildnerin Barbara Karinska für die modernen Ballettstücke des Choreografen George Balanchine Bodysuits im Schrägschnitt, die den Tragenden eine höhere Beweglichkeit ermöglichten. Davon und von anderer Sportkleidung angeregt, entwarf die Modedesignerin Claire McCardell während des Zweiten Weltkriegs Bodys aus Wolljersey, die in den ungeheizten Räumen der Kriegszeit unter Jumper-Kleidern oder Röcken warm halten sollten. Von McCardell „Playsuits“ genannt, fanden sie so Eingang in die amerikanische Mode der Nachkriegszeit, vor allem als das Fotomodell Bettie Page McCardells Kreation trug. In den 1960er und 1970er Jahren wurden farbenfrohe, gemusterte Stoffe zusammen mit einteiligen Stretch-Kleidungsstücken wie Bodysuits, Leotards und Catsuits wichtiger Bestandteil des Mod-Stils, umgesetzt von Designern wie Cardin, Quant und Courrèges. Der amerikanische Designer Giorgio di Sant’Angelo entwarf in den 1970er Jahren mehrere Ensembles mit Bodysuit und Rock. 1985 lancierte Donna Karan einen schwarzen Body, wie sie ihn vom Yoga kannte, aus elastischem Trikotstoff als Basis-Kleidungsstück („Seven Easy Pieces“) für die Alltagsgarderobe, womit sie in den späten 1980er Jahren einen Trend auslöste. Die in den 1990er Jahren vorgeschlagenen Varianten als Männerunterwäsche setzten sich nicht durch. Zum Ende der 2000er Jahre kam der Bodysuit in Form von Blusenbodys und Rollkragenbodys wieder in Mode.

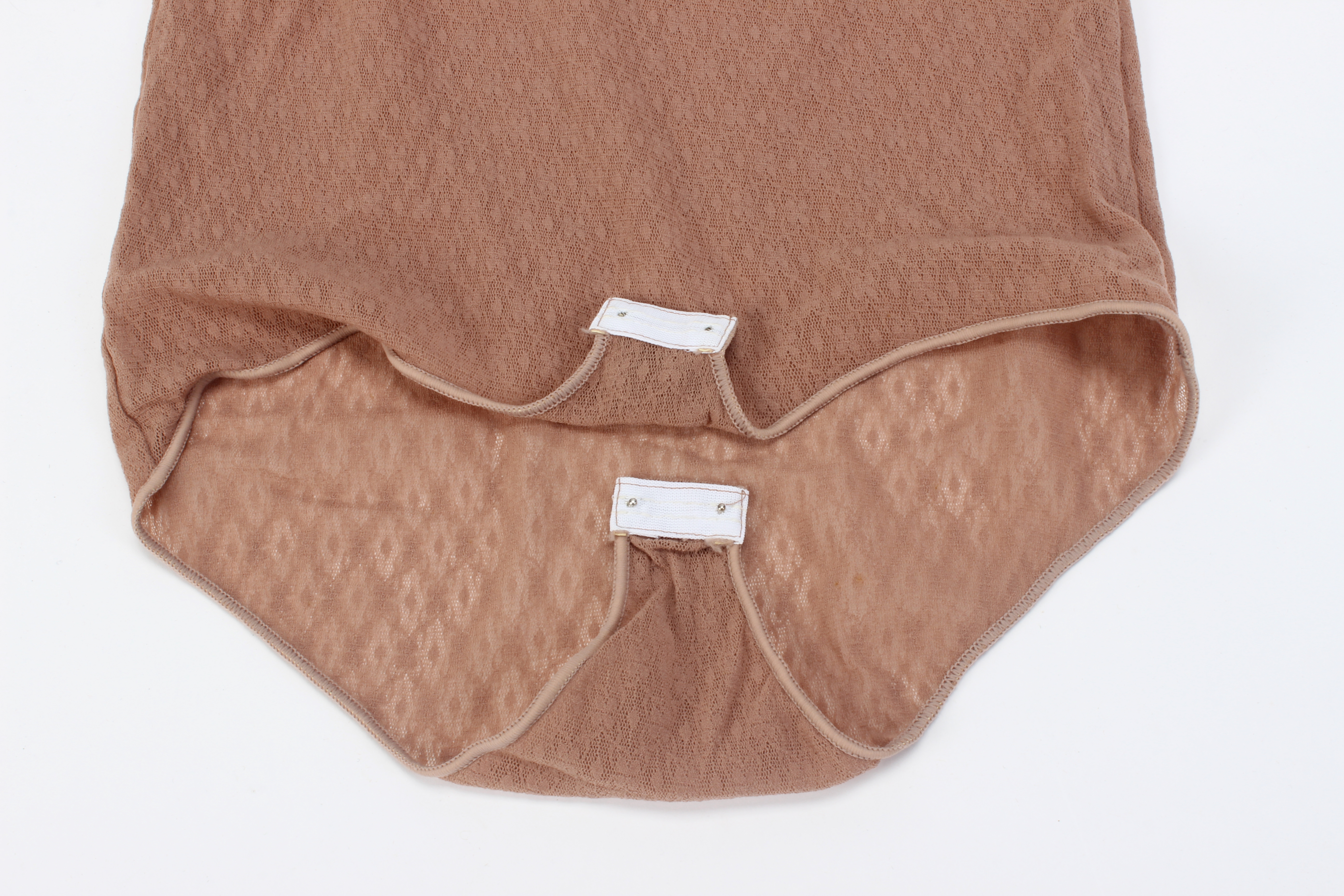
Bodysuit aus den 1970er Jahren, mit Knopfverschluss

## Aufbau des Bodysuits

### Oberteil
Das Oberteil eines Shirt- oder Blusenbodys kann die Form eines jeden Kleidungsstücks haben, dessen unterer Saum auch in Hosen, Röcken oder Kleidern eingesteckt getragen wird, z. B. Blusen, T-Shirts oder Pullover. Es gibt auch Oberteile, die ohne das versteckte Höschenteil kaum möglich wären, etwa rückenfreie Neckholder oder Corsagen.

### Höschenteil
Meist geht das Oberteil aus denselben Stoffbahnen ohne Unterteilung in das Höschen über. Bei Blusenbodys mit weniger eng anliegendem Oberteil kann das Höschen jedoch abgesetzt und enger geschnitten sein. Bei Wäschebodys mit BH-Körbchen wird das Höschen wie auch mögliche Patten bis unter die Brust verlängert. So reichen die Beinlängen vom hohen Beinausschnitt mit String im Rückenteil bis zum geraden Beinausschnitt. Der hohe Beinabschluss ermöglicht eine bessere Beweglichkeit.
Varianten für Männer sind meist an Ringertrikots angelehnt und verfügen nur über einen Hosenschlitz oder eine frontseitige Knopfleiste.

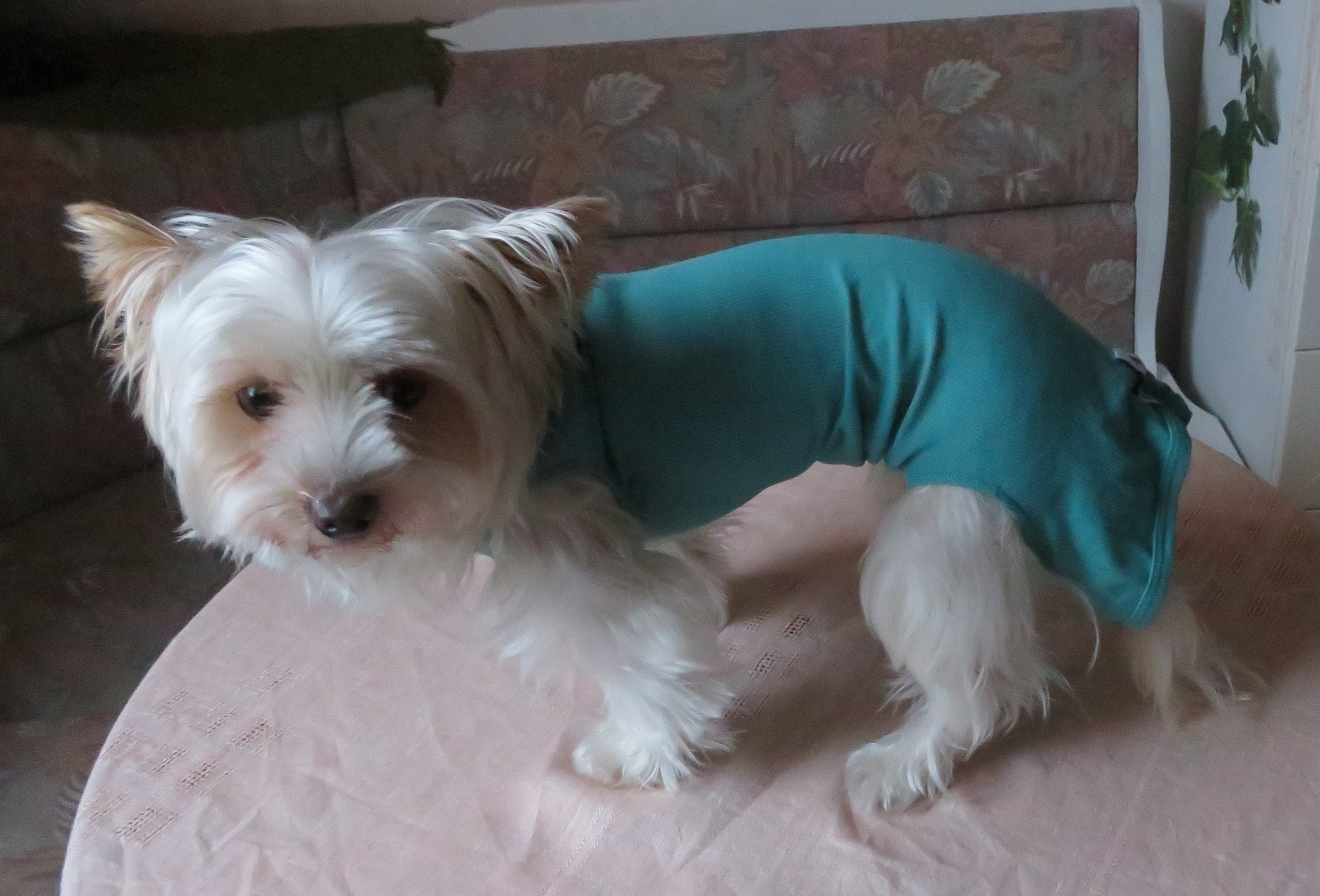
Body für einen Hund zum Schutz frischer Operationsnähte

Der Body verfügt in der Regel über einen Verschluss im Schritt. Dies ermöglicht einen leichteren Toilettengang oder auch das Anziehen über den Kopf. Verschlüsse bestehen vom Einfachsten bis zum Hochwertigsten aus folgenden Lösungen:
- Klettverschluss
- Kleine Druckknöpfe aus Kunststoff
- Häkchen aus Metall, die zum Verstellen auch mehrere Reihen, in der Regel drei, umfassen können
- Druckknöpfe aus lackiertem Metall mit Stoffleiste als Versteifung

### Material
Es wird dehnbares, meist gewirktes Material verwendet. Oft handelt es sich dabei um Jersey oder Lycra, aber auch Kaschmir, Wolle und Baumwolle können zum Einsatz kommen.

## Arten von Bodysuits
Es lassen sich grob folgende Oberkategorien unterscheiden:
- Shirtbody, der wie z. B. das Muscle Shirt eng anliegt und die Figur hervorhebt. Dessen Oberteile reichen vom hochgeschlossenen Rollkragenbody bis zum groß ausgeschnittenen Trägerbody. Hier findet sich auch der Abendbody und Sweetheartbody, dessen namensgebender Herzchenausschnitt manchmal von sichtbar eingearbeiteten BH-Körbchen gebildet und meist mit transparentem Stoff aus Tüll oder Spitze bedeckt wird.

- Wäschebody, der im Aussehen einem Hosenkorselett gleichen, aber auch aus transparentem Stoff gearbeitet sein kann. Diese meist nur von Schulterträgern gehaltene Art ist auch wie andere Unterwäsche vollständig unter der Oberbekleidung verborgen. Hier gibt es auch Modelle mit langen Ärmeln und Stehkragen als Thermounterwäsche sowie mit Spitze oder anderen Verzierungen als Reizwäsche.

- Blusenbody, dessen Oberteil das Aussehen einer Bluse hat und so auch meist vom elastischen Höschenteil abgesetzt ist. Auch Oberteile in Wickeloptik zählen hierzu.

- Der formgebende Corsagenbody mit teils sichtbar eingearbeiteten BH-Körbchen kann mit Schmucksteinen verziert zu den Abendbodys zählen oder mit tiefem Rückenausschnitt unter einem Brautkleid getragen werden.

## Tragegewohnheiten
Neben dem Hauptzweck, das Oberteil nicht verrutschen zu lassen, werden von Bodys auch darunter getragene Strumpfhosen vom Herunterrutschen abgehalten und deren Bund kaschiert. Einige Hersteller von Strumpfwaren haben auch nahtlose Bodys in ihrem Sortiment.

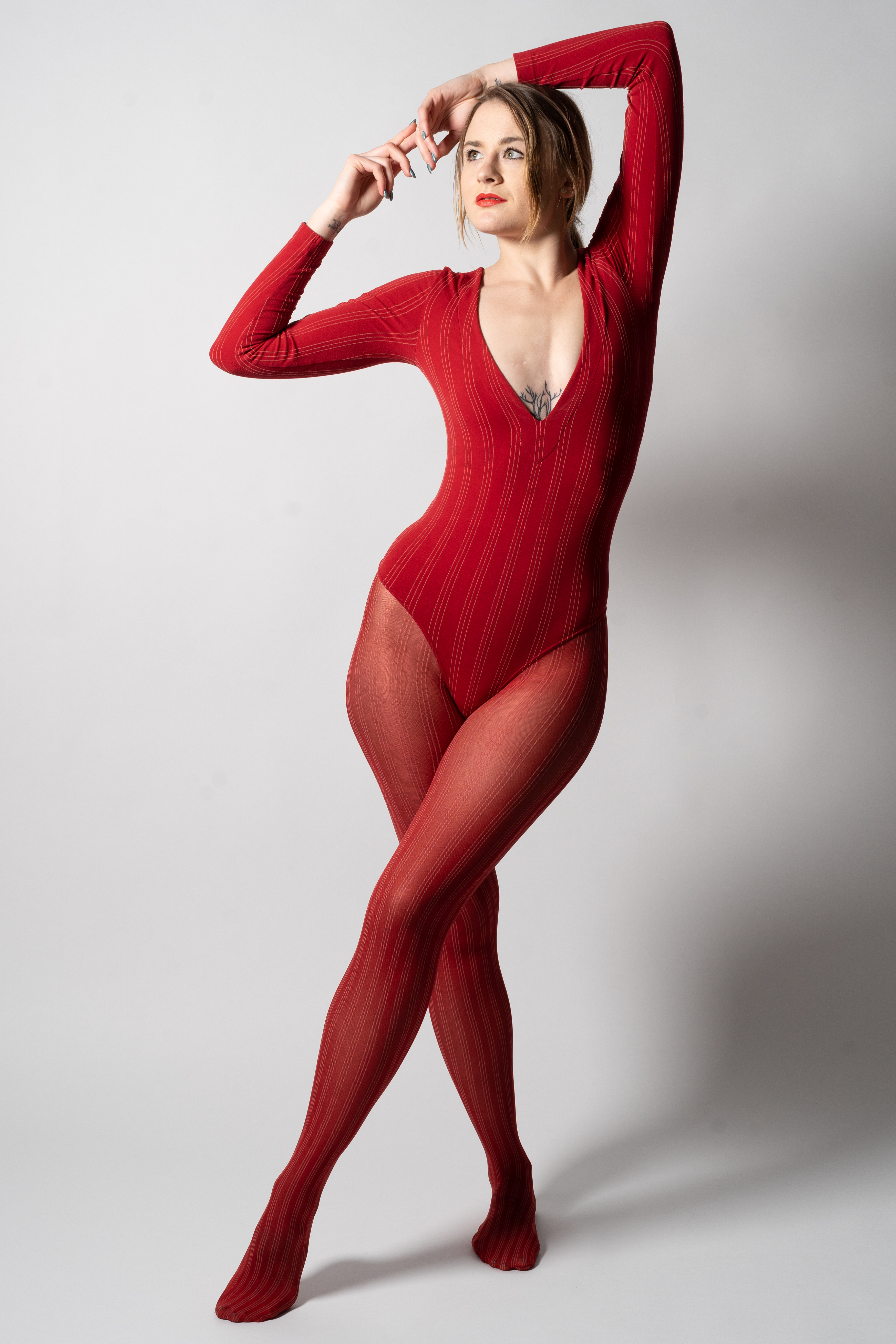
Shirtbody, dessen Hauptteil wie die darunter getragene Strumpfhose auf Rundstrickmaschinen hergestellt wurde
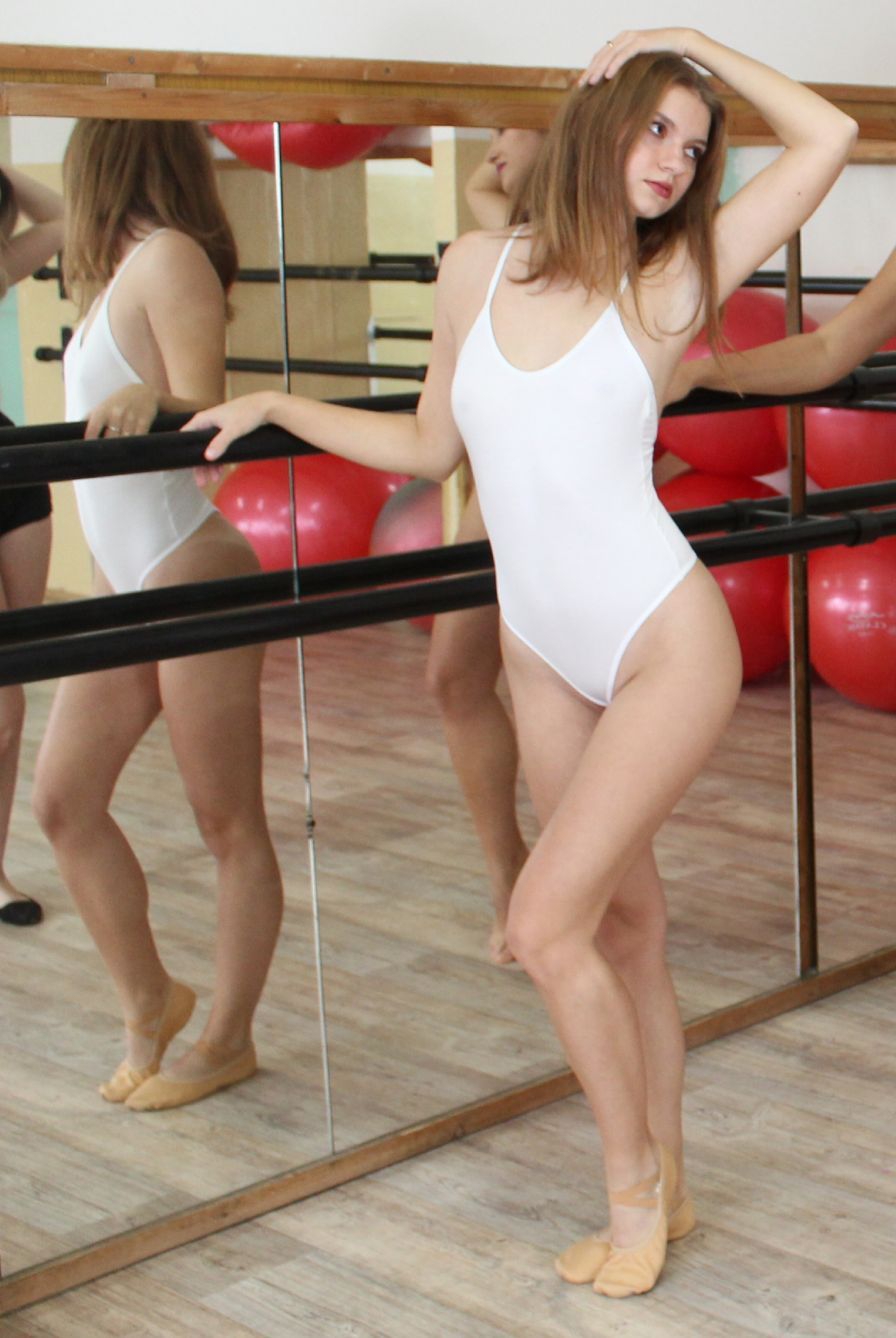
T-Front Stringbody im Sportkontext
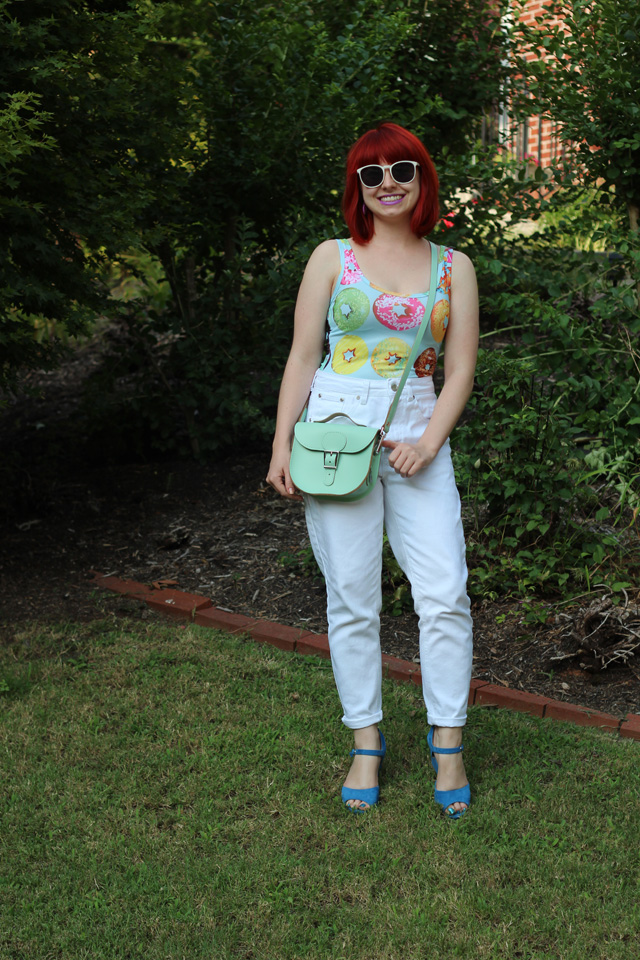
Bodysuit als Oberteil getragen
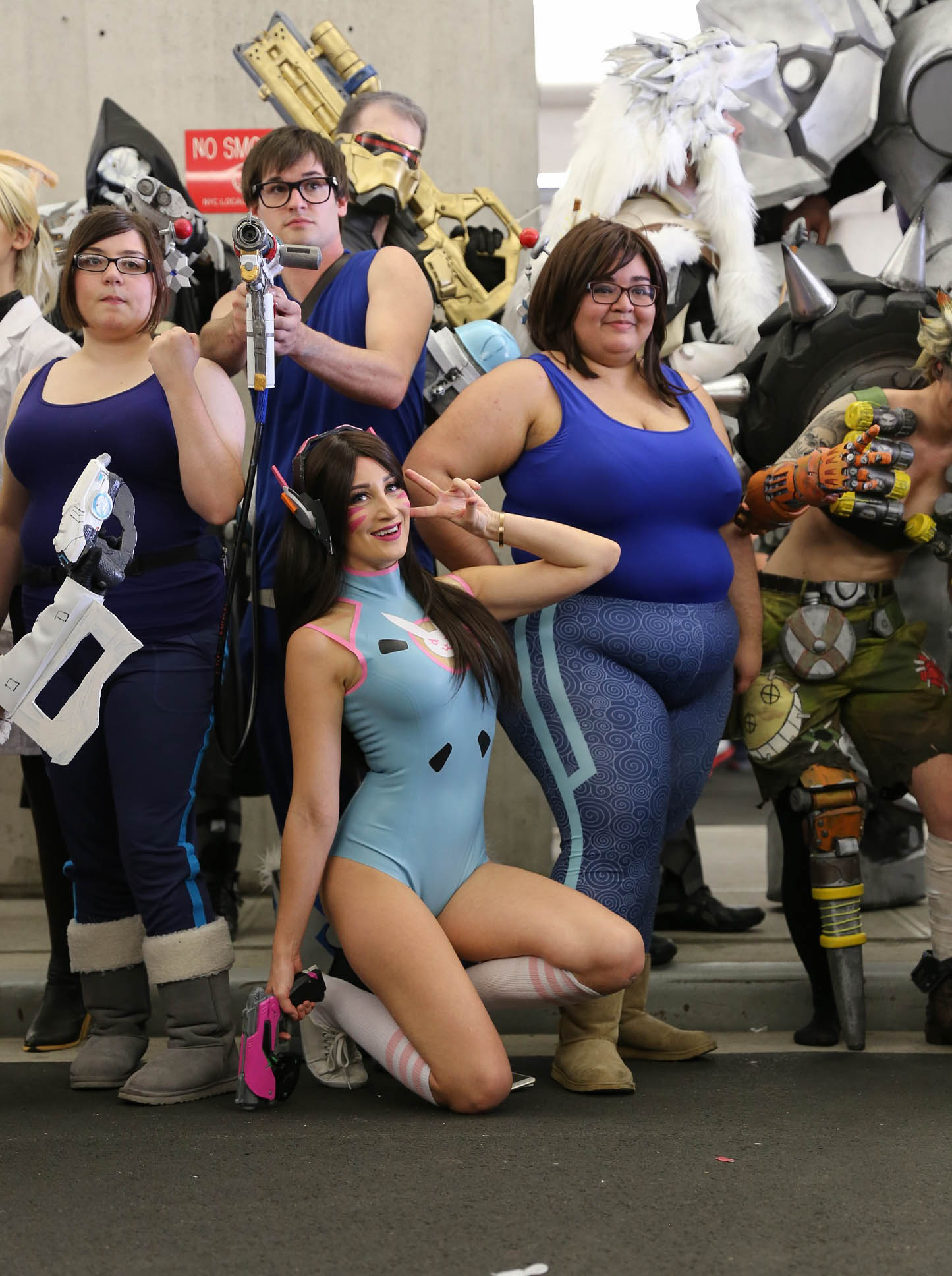
Bodysuit als Teil einer Cosplay-Verkleidung
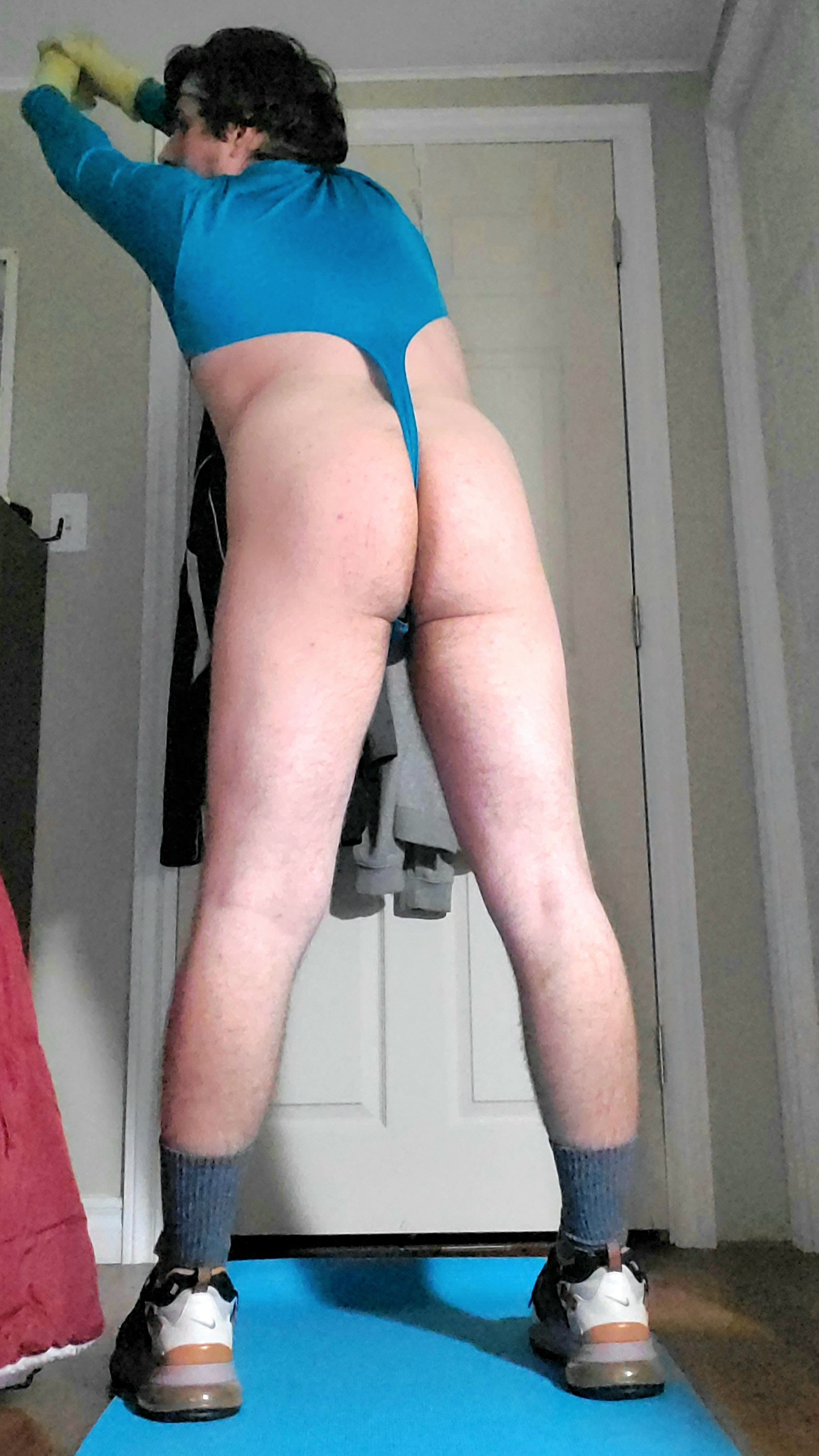
Extrem hochgeschnittener Stringbody ohne Strumpfhose zum Trainieren mit freiem Rücken